# Корнелія Нінова
Корнелія Петрова Нінова (болг: Корнелія Петрова Нинова, нар. 16 січня 1969, Болгарія) — болгарська політична діячка, депутат від депутатської групи Болгарської соціалістичної партії (БСП). Голова БСП з 8 травня 2016 року.

## Життєпис
Корнелія Нінова народилася 16 січня 1969 року в Крушовиці Врачанського району, Болгарія. Закінчила юридичний факультет університету Софії. У 1995 році почала працювати в Софійському міському суді на посаді судді-стажера, а в період з 1995 по 1996 рік — юридичним радником Софійської міської ради.
З 1996 по 1997 рік Корнелія Нінова була слідчим у Софійській слідчій службі.
З вересня 2005 року по березень 2007 року — заступник міністра економіки й енергетики з питань зовнішньоекономічної політики. У грудні 2005 року була призначена головою правління компанії Булгартабак. У 2007 році була відсторонена від керівництва компанії, а також була звинувачена у злочинах проти правосуддя. Рішенням прем'єр-міністра Сергія Станішева була звільнена з посади заступника міністра у травні 2007 року.
8 травня 2016 року обрана головою Соціалістичної партії. У телевізійному інтерв'ю 23 квітня 2017 року Нінова виступила, з вкрай незвичною, як для соціалістичної партії, заявою про те, що прем'єр-міністри британських консерваторів Маргарет Тетчер і Тереза Мей є її «улюбленими політична діячками».
Перебуває в конфлікті з президентом європейських соціалістів Сергієм Станішевим.
28 травня 2019 року Нінова подала у відставку з посади лідера БСП. Це було зроблено після слабкого результату виборів до Європейського парламенту 2019 року під її керівництвом, незважаючи на те, що їй вдалося отримати як вищу підтримку виборців, так і більшу кількість членів Євродепутатів порівняно з попередніми виборами. Вона відкликала свою заяву на відставку на найближчому з'їзді Соціалістичної партії, залишившись, таким чином, лідером партії.